# شهرستان گونجو
شهرستان گونجو (به لاتین: Gonjo County) یک منطقهٔ مسکونی در چین است که در چامدو واقع شده است.